# Котора каракаський

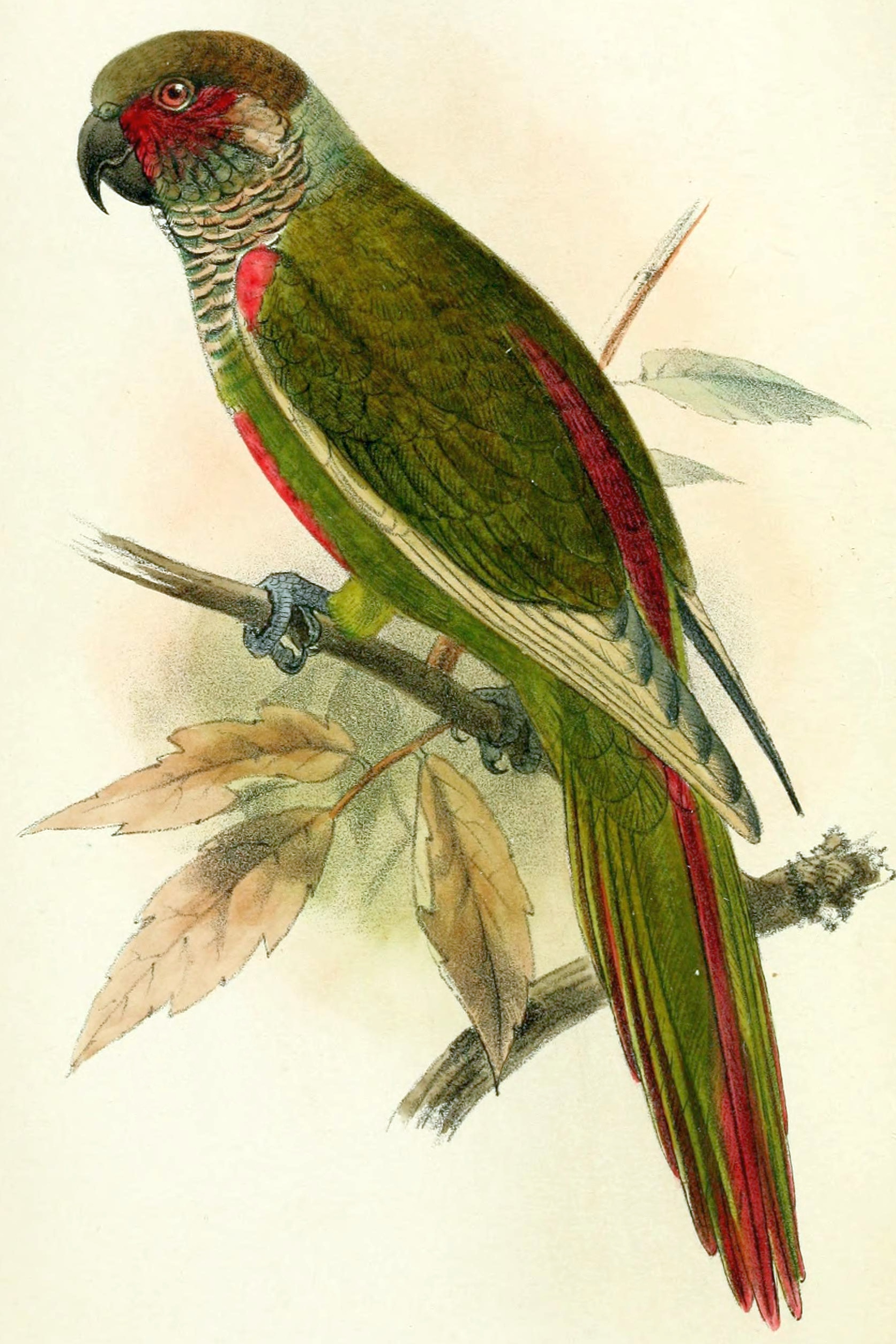
Каракаський котора

Котора каракаський (Pyrrhura emma) — вид папугоподібних птахів родини папугових (Psittacidae). Ендемік Венесуели. Раніше вважався підвидом бразильського котори, однак був визнаний окремим видом.

## Поширення і екологія
Каракаські котори мешкають в горах і передгір'ях Прибережного хребта на півночі Венесуели. Вони живуть у вологих і сухих тропічних лісах, на узліссях і галявинах. Зустрічаються зграйками до 25 птахів, на висоті до 1700 м над рівнем моря. Живляться плодами, квітами і нетаром.